# 垂井宿

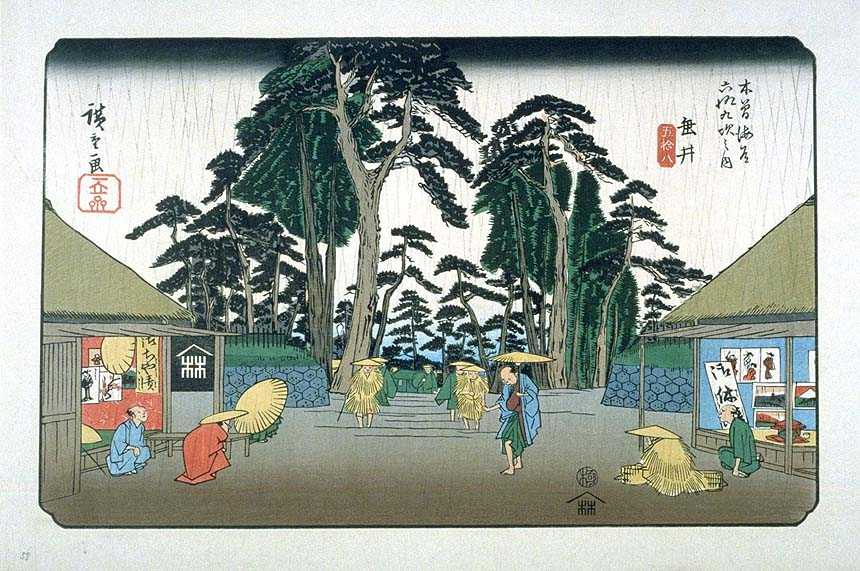
歌川広重「木曽海道六十九次・垂井」

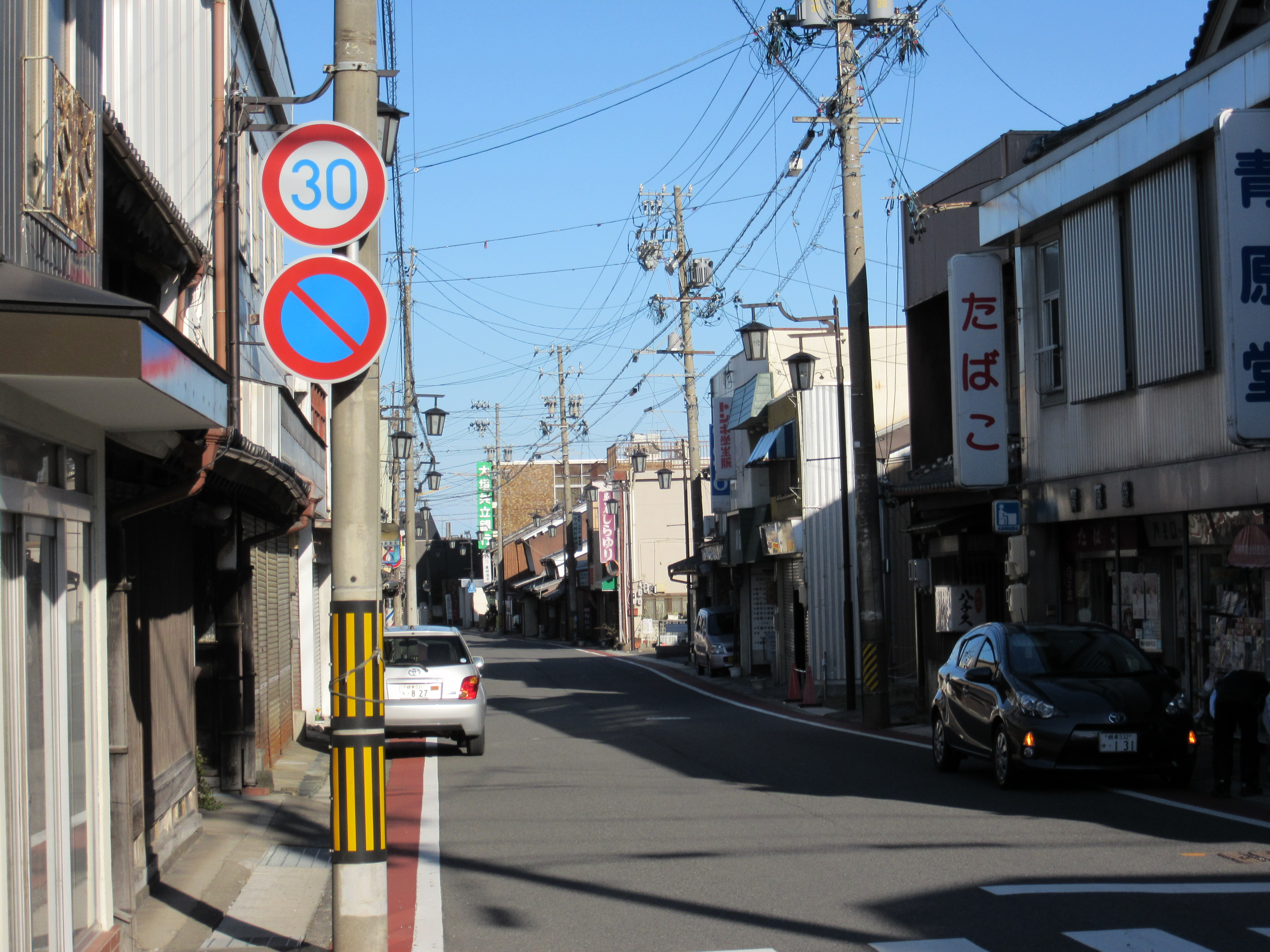
垂井宿の街並み

垂井宿（たるいじゅく）は、中山道57番目の宿場（→中山道六十九次）。美濃国不破郡垂井村（現・岐阜県不破郡垂井町）に存在した。

## 概要
西町・中町・東町の3町に分かれ、本陣は中町にあった。問屋場は3か所あった。毎月5と9の日に南宮神社鳥居付近で開かれた六斎市は大勢の人で賑わった。大垣・墨俣などを経由して東海道宮宿とを結ぶ脇往還美濃路との追分で、西美濃の交通の要衝であった。酒造業も営んでいた栗田家が本陣を務めた。

## 概略
- 幕府領（大垣藩預り領）（1843年（天保14年））
- 人口：1179人
- 家数：315軒
- 本陣：1軒
- 脇本陣：1軒
- 旅籠：27軒

## 最寄り駅
- JR東海道本線 垂井駅

## 史跡・みどころ

### 垂井宿の史跡・みどころ
- 垂井追分道標（中山道・美濃路分岐点）
- 東の見付跡
- 旅篭亀丸屋（浪花講の指定旅館であった。現在も営業）
- 垂井の泉（垂井の地名の由来となった泉）《画像》
- 南宮大社大鳥居
- 南宮大社石鳥居（国の重要文化財）
- 油屋宇吉家（かつての商家・商人宿）
- 本龍寺（山門は脇本陣から移築）
- 垂井城跡
- 八重垣神社
- 西の見付跡
- 竹中氏陣屋跡《画像》
- 青莪記念館
- 金蓮寺（結城合戦の際に、足利安王丸・春王丸兄弟が殺害された）

### 関ヶ原宿までの史跡・みどころ
- 日守の茶所
- 垂井一里塚（国の史跡）《画像》
- 松並木
- 六部地蔵
- 桃配山（関ヶ原古戦場 徳川家康本陣跡）

## ゆかりの人々・主な通行
- 松尾芭蕉 - 本龍寺に一冬、滞在した。
- 赤報隊 - 1868年1月18日～21日、岩手に滞在。この間、竹中陣屋の明け渡し。北村与六郎他、約20名が加わる。
- 東山道総督府 - 1868年1月29日滞陣。

## 隣の宿
中山道
赤坂宿 - 垂井宿 - 関ヶ原宿
美濃路
大垣宿 - 垂井宿